# Naarda lancanga
Naarda lancanga is een vlinder uit de familie Spinneruilen (Erebidae). De wetenschappelijke naam van de soort is voor het eerst geldig gepubliceerd in 2011 door Gang Deng & Hui-Lin Han.

## Type
- holotype: "male, 8-9.IX.2008. genitalia slide HHL no. 1514"
- instituut: Collectie Hui-Lin Han & E. Liu, Harbin, China
- typelocatie: "China, Province Yunnan"